# Arawa Kimura
Arawa Kimura (8. juli 1931 - 21. februar 2007) var en japansk fodboldspiller.

## Japans fodboldlandshold
| Japans landshold | Japans landshold | Japans landshold |
| År               | Kmp              | Mål              |
| ---------------- | ---------------- | ---------------- |
| 1954             | 2                | 0                |
| 1955             | 4                | 1                |
| Total            | 6                | 1                |